# Heinrich Stühlmeyer

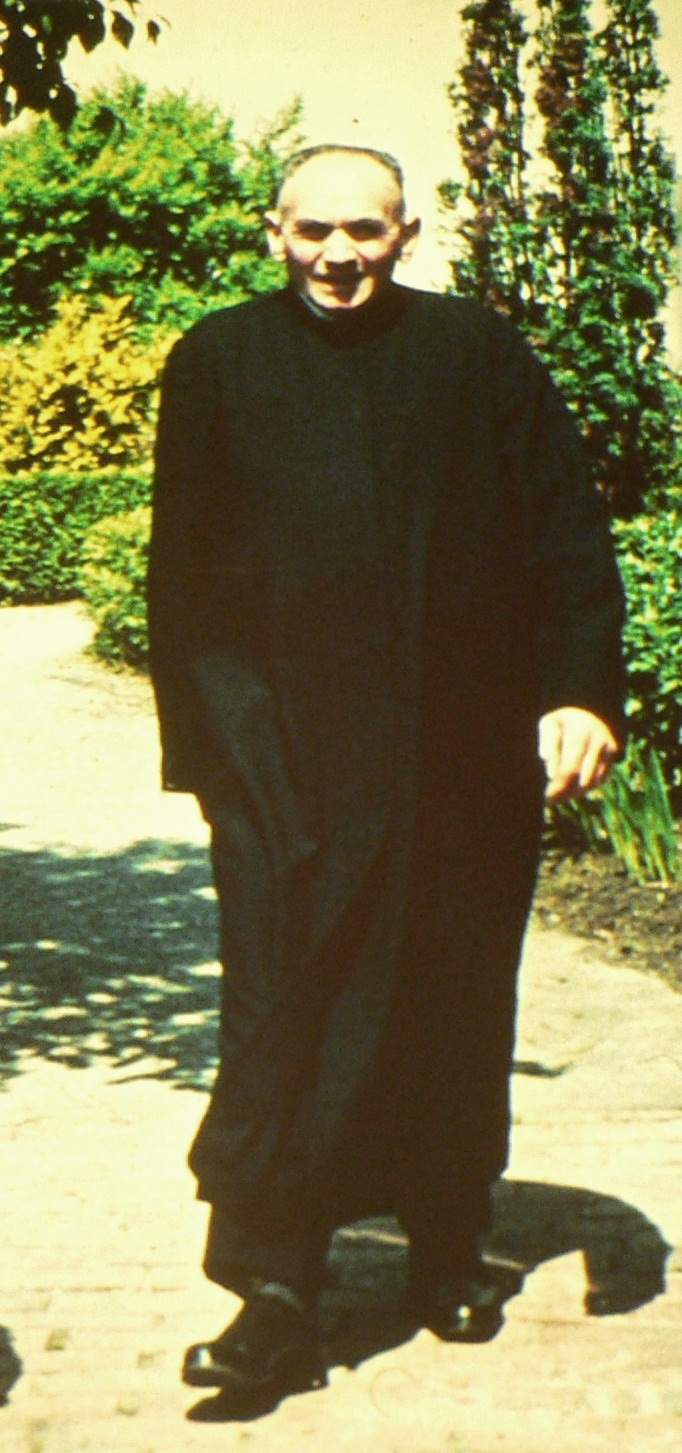
Heinrich Stühlmeyer 1968

Johannes Heinrich Stühlmeyer (* 17. August 1907 in Gesmold; † 25. Februar 1978 in Melle) war ein deutscher Küster, Kantor und Komponist. Er war etwa 48 Jahre lang Mitarbeiter der Gesmolder St.-Petrus-Kirche.

## Leben
Stühlmeyer wurde 1907 im heutigen westlichen Meller Stadtteil Gesmold, Provinz Hannover, geboren. Seine Eltern waren, Franz Stühlmeyer (1878–1966), Beamter des Landkreises Melle und Elisabeth Knigge (1879–1930). Von 1930 bis 1978 übte Heinrich Stühlmeyer das Amt des Custos und Kantors an der St.-Petrus-Kirche Gesmold im Bistum Osnabrück aus.
Die heutige St.-Petrus-Kirche war im 19. Jahrhundert von dem belgischen Baumeister Emanuel Bruno Quaet-Faslem entworfen worden und hat architektonisch die römische Kuppelrotundenkirche Santa Maria ad Martyres zum Vorbild. Die romantische Schwalbennestorgel, um 1880 erbaut und versehen mit einer Besonderheit, einem Schwellwerk, das als Fernwerk in die Kuppel der Kirche eingelassen war, stammte von der Orgelbaufirma Haupt aus Ostercappeln. Die Dienstwohnung, die „Alte Küsterei“ lag direkt neben der St. Petruskirche. In ihm war auch die Schule des Ortes untergebracht. Eine Kombination aus Küster, Kantor und Schulmeister war seit 1624 Tradition in Gesmold gewesen.

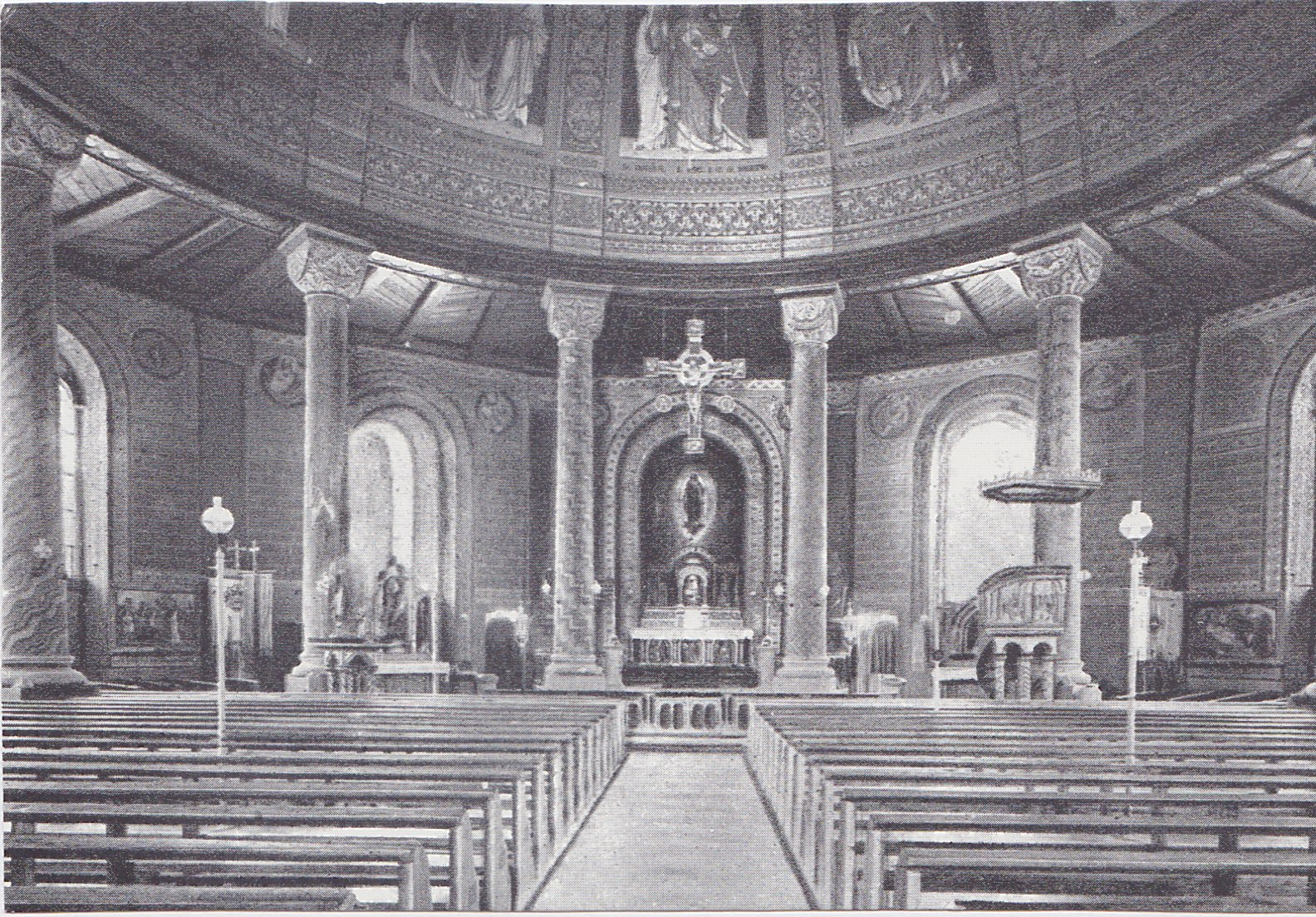
St.-Petruskirche Gesmold um 1900

Aus gesundheitlichen Gründen war Heinrich Stühlmeyer 1939 vom Kriegsdienst freigestellt worden. Aufgrund seines Einsatzes für die katholische Kirche und Verfolgte des Nationalsozialismus wurde er 1940 in das KZ-Emslandlager verbracht.
Die politische Gemeinde Gesmold ehrte Heinrich Stühlmeyer jedes Jahr am Sonntag nach dem Johannistag bei der „Burstie“, der Gesmolder Ortsversammlung innerhalb eines mittelalterlichen Steinkreises im Ortszentrum unter der Femelinde, mit dem Überreichen eines Weizenstutens. Bundespräsident Johannes Rau ehrte ihn posthum 2001 mit dem Titel: „Stiller Held des Widerstandes“.
Heinrich Stühlmeyer war 43 Jahre mit Klara Stühlmeyer (1910–1995), geb. Stratmann, verheiratet, das Ehepaar hat drei Kinder: Franz (1936–2024), Kantor und Organist der Stadtpfarrkirche St. Matthäus in Melle, Maria (* 1940) sowie Josef (* 1947), Klavier- und Cembalobaumeister. Der Kantor und Komponist Ludger Stühlmeyer und der Pastoraltheologe und Pfarrer Thomas Stühlmeyer sind seine Enkel.

## Werke (Auswahl)
Vokal:
- Christ ist erstanden. 1938. Text: um 1100 nach Wipo. Dreiteiliger Chorsatz (SATB) mit Incipits der lateinischen Sequenz Victimae paschali laudes.[10][11]
- Das Banner ist dem Herrn geweiht. 1938. Text: Georg Thurmair 1934. Zweistrophiger Chorsatz (SATB).[12][13]
- Der Satan löscht die Lichter aus. 1938. Text: Georg Thurmair 1935. Dreistrophiger Chorsatz (SATB).[14]
- Ist das der Leib, Herr Jesus Christ. 1938. Text: Friedrich Spee 1623. Sechsstrophiger Chorsatz (SATB).[10]

Instrumental:

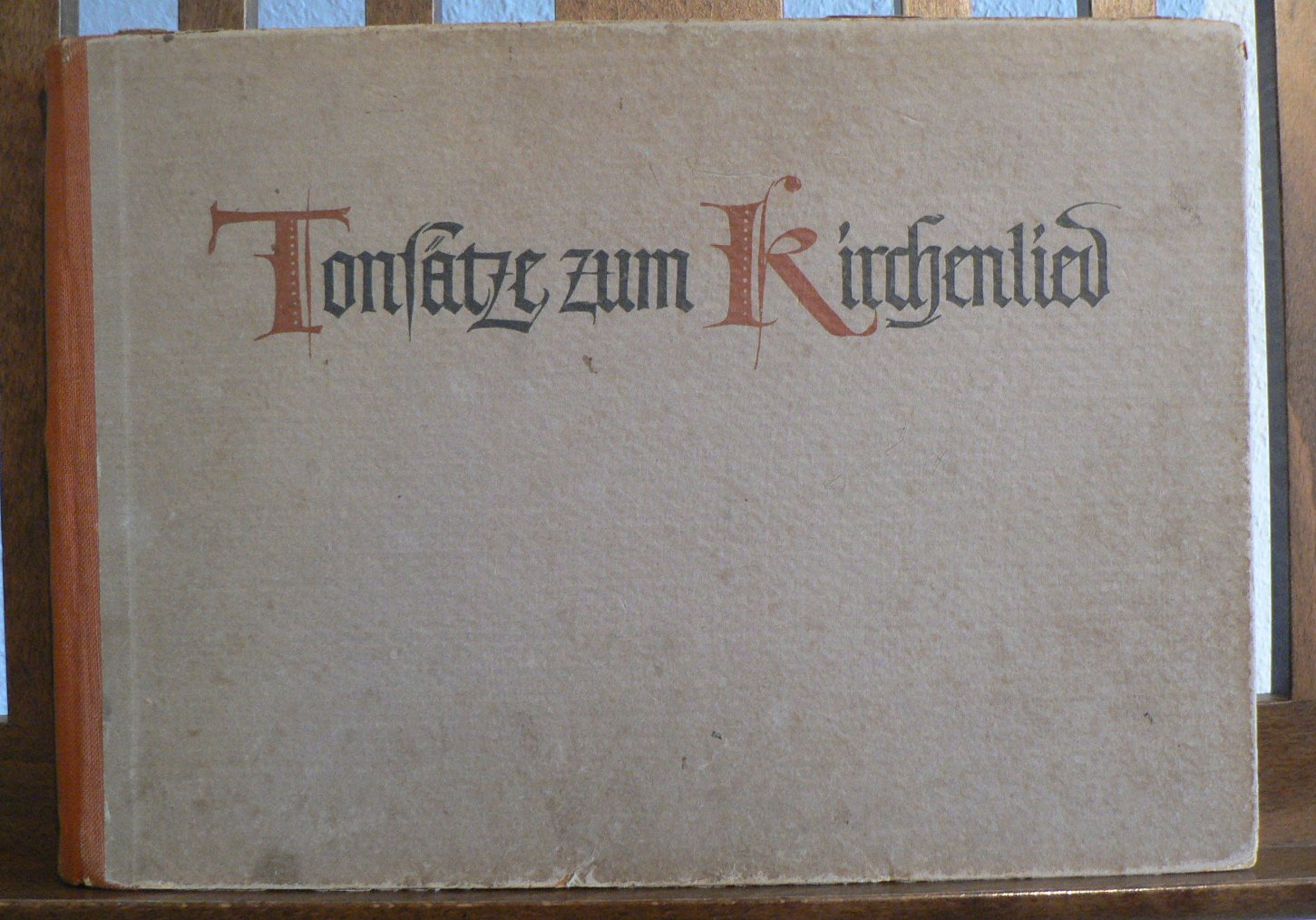
Tonsätze zum Kirchenlied für Tasteninstrumente, vierstimmigen gemischten Chor, Streich- und Blasinstrumente

- Laßt uns Sankt Peter rufen an. 1933. Choralbearbeitung für Harmonium oder Orgel.
- Wie schön leuchtet der Morgenstern. 1936. Choralbearbeitung für Harmonium oder Orgel.
- In dieser Nacht sei du mir Schirm und Wacht. 1940. Choralbearbeitung für Harmonium oder Orgel.
- Großer Gott, wir loben dich. 1945. Choralbearbeitung für Harmonium oder Orgel.

Die Titel der Vertonungen Stühlmeyers aus den 1930er und 1940er Jahren, die auch in den Liederbüchern Das Singeschiff und Kirchenlied veröffentlicht wurden, wirken programmatisch. Ein gewisses Widerstandspotential ist Liedern wie Das Banner ist dem Herrn geweiht oder Der Satan löscht die Lichter aus nicht abzusprechen. „Das Anders-Sein, das Katholisch-Sein in einem totalitären Staat, in dem der einzelne nur etwas gelten darf, wenn er im Volksganzen aufgeht, ist ein Widerstehen“, so Arno Klönne; in solch einem Staat eine kirchliche „Gegenwelt“ aufzurichten und sich dadurch dem totalitären Anspruch zu entziehen, trägt bereits widerständische Züge.